# Азепин
Азепин (азациклогептатриен) — гетероциклическое азотсодержащее ненасыщенное органическое соединение. Теоретически возможны 4 изомера: 1H-, 2H-, 3H-, и 4H-азепин, однако ни один из них не выделен. Среди производных азепинов устойчивость уменьшается в ряду: 3H-азепин > 1H-азепин > 4H-азепин > 2H-азепин.
- 1H-азепин
- 2H-азепин

- 3H-азепин
- 4H-азепин

## Свойства
Производные 1Н-азепина устойчивы при наличии электроноакцепторного заместителя у атома азота. Они легко димеризуются, образуя аддукты в диеновом синтезе с тетрацианэтиленом, но не реагируют с малеиновым ангидридом и азодикарбоновым эфиром.

## Методы получения
- Общий метод получения: взаимодействие 1,4-циклогексадиенов с иодоизоцианатом и спиртом с образованием производных азаноркарадиена, которые находятся в таутомерном равновесии с метоксикарбонил-1H-азепинами, равновесие обычно сдвинуто вправо (см. реакцию), например:

- Их синтезируют также взаимодействием бензола или его замещенных с нитренами или термической перегруппировкой азаквадрицикленов, получаемых фотоизомеризацией аддуктов диенового синтеза пирролов с ацетиленами:

- Все известные производные 3H-Азепина имеют заместители в положении 2: присоединение к ним по двойной связи идет главным образом в положения 1 и 2. 2-Амино-3Н-Азепин получают разложением арилазидов в присутствии аминов:

- 4Н-Азепины синтезируют из аддуктов ненасыщенных тиазинов с дифенилциклопропенами, образующихся в реакции Дильса — Альдера. Однако при нагревании они превращаются в более устойчивые производные 3Н-Азепины.

## Применение
Некоторые производные азепинов, главным образом частично гидрированные N-замещенные дибензазепины, используют в медицине как антидепрессанты.